# قنديل أزرق
القنديل الأزرق هو نوعٌ من قناديل البحر، يقطن مناطق متنوّعة، تتراوح من غربيّ المحيط الهادئ في المياه المحيطة باليابان إلى منطقة البحر المفتوح في بحر الشمال والبحر الأيرلندي وحول شواطئ اسكتلندا.
يتراوح لون هذه الحيوانات عادةً من الأزرق إلى الأصفر، وأما طولها فيمكن أن يصل من 10 سنتيمترات إلى 20 سنتيمتراً، بل وقد يتعدَّى أحياناً الـ30 سم. لكن في بعض مناطق غرب أوروبا مثل اسكتلندا لا تنمو القناديل الزرقاء لأحجامٍ كبيرة، إذ من النادر أن تتجاوز 15 سم. وهي كائناتٌ لاسعة مثلها في ذلك مثل أنواع القناديل الأخرى.
تنتشر بين شهري يناير ومارس من كلّ عام قلنسوات القناديل الزرقاء على كافة شواطئ الجزر البريطانية وجنوب بحر الشمال (يقصد بالقلنسوات الجزء العلويَّ الرخو من جسد القنديل)، وتعود هذه القلنسوات إمَّا لأفرادٍ بالغين انفصلت عن أجسادهم، أو لبراعم صغيرة في أطوار حياتها المبكّرة.